# アシュラムセンター
アシュラムセンターは、滋賀県近江八幡市に本拠を置くキリスト教超教派宗教団体。1975年に「ちいろば牧師」の愛称で知られる榎本保郎が設立。
同センターが所有するシメオン黙想の家は、建築家で教徒伝道師のウィリアム・メレル・ヴォーリズが設計した。

## 歴史
1975年夏、それまで日本基督教団今治教会の牧師を務めていた榎本保郎がアシュラム運動に専念するため、滋賀県近江八幡市に設立。榎本自身が初代主幹牧師に就任。
当時の設立趣意書には、

昭和30年キリスト教におけるアシュラム運動の指導者スタンレー・ジョーンズ博士が来日され、博士に接触し、アシュラム運動こそキリスト教信仰の神髄であると痛感し、昭和34年の冬、有馬においてのアシュラム集会に参加し、その折、スタンレー・ジョーンズ博士より指名いただき、皆の皆のために祈る祈り者として奉仕した。

と述べている。
- 1977年、榎本保郎召天。2代目主幹牧師に田中恒夫が就任。
- 2007年、田中恒夫召天。3代目主幹牧師に榎本恵が就任。

## 会場
- アシュラムセンター
  - 滋賀県近江八幡市中村町567-2
- ちいろば記念チャペル
  - 滋賀県近江八幡市中村町567-2
- シメオン黙想の家（リトリート施設）
  - 滋賀県近江八幡市土田町1191
- アンナ祈りの家（宿泊施設）
  - 滋賀県近江八幡市土田町1200
- ダブルハウス（牧師館）
  - 滋賀県近江八幡市池田町5丁目21-2

## 交通アクセス
- JR琵琶湖線：近江八幡駅下車徒歩20分
- 近江鉄道バス：長命寺線中村下車徒歩5分